# Велико Поље (Лукач)
Велико Поље (Ада Лукачка до 1991) је насељено мјесто у општини Лукач, Република Хрватска.

## Историја
Насељено мјесто Велико Поље се до 1991. звало Ада Лукачка, у саставу општине Вировитица. Бивше насељено мјесто Дијелка је 2001. припојено насељеном мјесту Велико Поље.

## Становништво
Насеље је према попису становништва из 2011. године имало 341 становника.
| Националност       | 1991. | 1981. | 1971. | 1961. |
| Срби               | 221   | 257   | 323   | 373   |
| Југословени        | 2     | 7     |       |       |
| Хрвати             | 5     | 3     | 1     | 3     |
| остали и непознато | 5     | 3     | 2     |       |
| Укупно             | 233   | 270   | 326   | 376   |

| Демографија (Ада Лукачка) (Ада Лукачка) (Ада Лукачка) (Ада Лукачка) | Демографија (Ада Лукачка) (Ада Лукачка) (Ада Лукачка) (Ада Лукачка) | Демографија (Ада Лукачка) (Ада Лукачка) (Ада Лукачка) (Ада Лукачка) |
| Година                                                              | Становника                                                          | Становника                                                          |
| ------------------------------------------------------------------- | ------------------------------------------------------------------- | ------------------------------------------------------------------- |
| 1961.                                                               | 376                                                                 |                                                                     |
| 1971.                                                               | 326                                                                 |                                                                     |
| 1981.                                                               | 270                                                                 |                                                                     |
| 1991.                                                               | 233                                                                 |                                                                     |
| 2001.                                                               | 422                                                                 |                                                                     |
| 2011.                                                               |                                                                     | 341                                                                 |